# 飛志津ゆかり
飛志津 ゆかり（ひしづ ゆかり、1964年4月7日 - ）は、日本の声優、女優。プロダクション東京ドラマハウス所属。旧名：高山ゆかり。東京都出身。

## 人物
以前は同人舎プロダクションに所属していた。

## 出演

### テレビアニメ
1982年
- 魔法のプリンセス ミンキーモモ（コージの母）

1986年
- Bugってハニー

1987年
- のらくろクン（女子店員 他）
- 陽あたり良好!（女の子B）

1988年
- 美味しんぼ

1991年
- おちゃめなふたご クレア学院物語（テシー）
- おにいさまへ…（生徒B、B組生徒B）
- 魔法のプリンセス ミンキーモモ 夢を抱きしめて（カイル）
- YAWARA! a fasionable Judo Girl!（桂木）

1992年
- 元気爆発ガンバルガー（千夏の母）
- それいけ!アンパンマン

1995年
- ママはぽよぽよザウルスがお好き

1996年
- シンデレラ物語（メイド）

### 劇場アニメ
- おじさん改造講座（1990年、OL達[3]）
- ふしぎの海のナディア 劇場用オリジナル版（1991年、ギーガーの部下[2]）
- ハッピーバースデー 命かがやく瞬間（1999年、宏）

### OVA
- 紅い牙 ブルー・ソネット（1989年、女子生徒）
- ビー・バップ・ハイスクール（1990年 - 1993年、三原山順子）
- 創竜伝（1992年）
- のぞみウィッチィズ（1992年、不良）

### ゲーム
- マナケミア 〜学園の錬金術士たち〜（2007年、教頭 / エルメントラウト・カルナップ）
- マナケミア2 〜おちた学園と錬金術士たち〜（2008年、マルータ・シェベスティ）
- アニーのアトリエ 〜セラ島の錬金術士〜（2009年）
- トトリのアトリエ 〜アーランドの錬金術士2〜（2010年、ギゼラ・ヘルモルト）

### 吹き替え
- 赤毛のアン
- アラジン
- 浮気なおしゃれミディ
- キャプテン・プラネット
- 白雪姫
- スーパーマン
- トップモデル諜報員 カバー・アップ
- 虚栄のかがり火
- キング・ソロモンの秘宝
- 黒い弾丸/オーエンス物語
- ザ・ダイバー
- タイムユアセルフ
- バッグス・バニーのぶっちぎりステージ
- ビバリーヒルズ高校白書
- ポパイ
- 炎の大捜査線
- 私立探偵マグナム
- ゆりかごを揺らす手
- ルーカスの初恋メモリー
- レッド・サン

### ドラマCD
- アニーのアトリエ 〜セラ島の錬金術士〜（ユカリ）

### テレビ
- ニュースJAPAN 特集コーナー
- たけしの本当は怖い家庭の医学

### 映画
- いかレスラー（八百屋の奥さん）
- 天国からのラブレター（看護士）

### ナレーション
- 全国農業協同組合連合会
- テルモ
- 村内ファニチャーアクセス
- モスバーガー
- 京浜急行電鉄
- JR
- サランラップ
- ジョンソン・エンド・ジョンソン
- ツムラ
- J:COM
- ヤクルト本社
- 伊丹市プラネタリウム

### その他
- 都営大江戸線、都営新宿線（構内アナウンス）